# Erslev Sogn
Erslev Sogn er et sogn i Morsø Provsti (Aalborg Stift).
I 1800-tallet var Erslev Sogn anneks til Tødsø Sogn. Begge sogne hørte til Morsø Nørre Herred i Thisted Amt. Tødsø-Erslev sognekommune blev ved kommunalreformen i 1970 indlemmet i Morsø Kommune.
I Erslev Sogn ligger Erslev Kirke.
I sognet findes følgende autoriserede stednavne:
- Erslev (bebyggelse, ejerlav)
- Grønholm (bebyggelse)
- Holme (bebyggelse)